# George E. Marcus
George E. Marcus – amerykański antropolog kulturowy.
Przedstawiciel nurtu antropologii postmodernistycznej, wraz z Stephenem Tylerem oraz Michaelem Fischerem tworzyli „koło Rice” na Uniwersytecie Rice’a. Założyciel czasopisma Cultural Anthropology. Współredaktor dwóch przełomowych książek: Writing Culture i Anthropology as Cultural Critique, które ukazały się w 1986 roku.
Badania terenowe prowadził w Tonga, w Teksasie i Portugalii. Zainteresowany wpływem nowoczesnego świata na społeczeństwo tradycyjne oraz kwestiami władzy i kapitału. Propagator metody badawczej, którą nazwał etnografią wielostanowiskową.

## Książki
- 1983 Elites: Ethnographic Issues. Albuquerque: University of New Mexico Press.
- 1986 Writing Culture: The Politics and Poetics of Ethnography (z: James Clifford, red.). Berkeley: University of California Press
- 1986 Anthropology as Cultural Critique: An Experimental Movement in the Human Sciences (z: Michael M.J. Fischer). Chicago: University of Chicago Press.
- 1992 Lives in Trust: The Fortunes of Dynastic Families in Late Twientieth Century America (z: Peter D. Hall). Boulder: Westview Press
- 1998 Ethnography through Thick and Thin. Princeton: Princeton University Press.
- 1999 Critical Anthropology Now: Unexpected Contexts, Shifting Constituencies, Changing Agendas (red.). Santa Fe: SAR Press
- 1993-2000 The Late Editions series of annuals. Chicago: University of Chicago Press.

## Teksty po polsku
- Użyteczność kategorii uczestnictwa w zmieniających się kontekstach badań terenowych, (w:) Clifford Geertz – lokalna lektura (red. D. Wolska i M. Brocki)
- Wymogi stawiane pracom etnograficznym w obliczu ogólnoświatowej nowoczesności końca dwudziestego wieku, [w:] Badanie kultury. Elementy teorii antropologicznej. Kontynuacje, (red.) M. Kempny, E. Nowicka, str. 119-138, Państwowe Wydawnictwo Naukowe, r. 2004
- Przeformułowanie etnografii: Wyzwania dla antropologii współczesności (z: Douglas R. Holmes), [w:] Norman K. Denzin (red.), Metody badań jakościowych t. 2.
- Repatriacja antropologii jako krytyki kulturowej (z: Michael M.J. Fisher), (przeł. Izabela Kolbon), w: BADANIA W DZIAŁANIU PEDAGOGIKA I ANTROPOLOGIA ZAANGAŻOWANE